# Gonzalo Fernández de Traba
Gonzalo Fernández de Traba (p. siglo XII - c. 1164), noble gallego que fue conde de Traba, Aranga, Monterroso y Trastámara.

## Vida
Era el hijo mayor de Fernando Pérez de Traba y Sancha González, lo que lo convertía, por tanto, en nieto del conde Pedro Froilaz. Está documentada su aparición escrita en 1140, junto con su padre, en 1144, junto con su esposa Elvira, y en 1149, cuando realiza varias donaciones al monasterio de Santa María de Monfero.
Desde 1153 Gonzalo es considerado sucesor de su padre, y en un documento del 12 de octubre del mismo año figura ya como conde en Galicia. El 9 de diciembre de 1155 confirmó en Burgos un decreto de Alfonso VII, haciéndose llamar «Gonzalo Fernández de Trastámara». Al año siguiente ya es señor de Traba y Aranga (documento del 12 de febrero), villas a las que luego se añade las mandaciones de Monterroso y Trastámara. El 14 de abril de 1157 es el confirmante principal de una escritura del monasterio de Sobrado en Santa Eulalaia de Curtis —feligresía fronteriza con Aranga y parte del condado de Traba— como «comes domnus Gundisalvus dominante Trava et Aranga». El 1 de junio aparece en un documento similar con la denominación de 
«comes Gundisaluus senior in Traua et in Aranga», el 6 de noviembre como «comes Gundissaluus dominator in Travaa et in Aranga» y el 26 de diciembre de la misma manera que en junio. La fórmula se repite el 29 de enero de 1159, pero el 20 de septiembre de 1161 figura extrañamente el título de su padre: «comes dompnus Fernandus in Traua et in Aranga et in Monteroso», que junta las jurisdicciones Traba-Aranga con el condado de Monterroso, detentado por su tío Rodrigo Pérez y no por él mismo.
En 1157, 1159 y 1163 vuelve a realizar importantes donaciones al monasterio de Monfero, al cual, en ese último año, le entrega la ermita y antiguo monasterio de San Isidro de Callobre. 
El 16 de septiembre de 1158 recibió del arzobispo y cabildo compostelano la tierra de Montaos en prestimonio, que antes había poseído su padre. Su fallecimiento debió haberse producido cerca de finales de 1164 —su último documento conocido es del 31 de diciembre— y de manera abrupta, pues no hay constancia de un testamento o de la clásica donación a la iglesia de Santiago para la constitución de aniversarios en la basílica jacobea.

## Matrimonio y descendencia
Gonzalo Fernández de Traba contrajo matrimonio con Berenguela Rodríguez, hija de los condes Rodrigo Vélaz y Urraca Álvarez, según consta en un documento del 12 de enero de 1156 del monasterio de Sahagún en la que se dice: «Comes Gundisalvus filius comitis Fernandi dominans Transtamar, comitissa eius Berengarie». Con ella tuvo a:
- Gómez González.[9]
- Urraca González.[10]
- Fernando González.[9]
- Rodrigo González.[10]

Según López Sangil, después de enviudar, el conde volvió a casar —sin que conste que hubiese descendencia— con Elvira Rodríguez, hija del conde Rodrigo Álvarez. Elvira falleció en 1161, cinco años después del documento de 1156 donde figura que Gonzalo ya estaba casado con Berenguela. Por otro lado, el autor menciona un documento datado el 1 de agosto de 1144 del monasterio de san Salvador de Pedroso en el que el conde Gonzalo aparece con su esposa Elvira, es decir, doce años antes de la fecha en que ya aparece casado con Berenguela.